# Stefan Strandberg

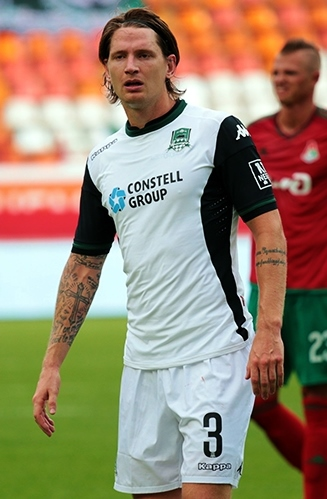
Stefan Strandberg (2015)

Ken Remi Stefan Strandberg (* 25. července 1990, Lyngdal, Norsko) je norský fotbalový obránce a reprezentant, od roku 2015 hráč ruského klubu FK Krasnodar.

## Klubová kariéra
- Lyngdal IL (mládež)
- FK Mandalskameratene 2006–2008
- Vålerenga IF 2009–2012
- →  Bryne FK (hostování) 2009
- Rosenborg BK 2012–2015
- FK Krasnodar 2015–

## Reprezentační kariéra
Stefan Strandberg nastupoval v norských mládežnických reprezentacích včetně U21. Zúčastnil se Mistrovství Evropy hráčů do 21 let 2013 v Izraeli, kde Norové postoupili do semifinále, v němž byli vyřazeni Španěly po výsledku 0:3. Strandberg byl kapitánem týmu.
V A-mužstvu Norska debutoval 19. 11. 2013 v přátelském utkání v Molde proti týmu Skotska (prohra 0:1).